# Потаскуева (Каменский муниципальный округ)
Потаскуева (ранее село Синарское) — деревня в Каменском районе Свердловской области России. Входит в Каменский муниципальный округ.
Ранее входила в состав Окуловского сельсовета Каменского района.

## Географическое положение
Деревня Потаскуева расположена в 25 километрах к югу от города Каменска-Уральского (по автомобильной дороге в 30 километрах), на правом берегу реки Синары (правого притока реки Исети). В окрестностях расположены дачные участки и детский летний лагерь.

## История
Впервые упоминается в документах в 1734 году. Прежние названия: деревня Потоскуева, затем село Синарское и современное название — деревня Потаскуева. Синарский приход образовался из трёх деревень: Потоскуевой, Окуловой и Чайкиной. В начале XX века жители занимались хлебопашеством.
В 1901 году в селе имелось земское училище.
В 1916 году село относилось к Зырянской волости. В 1928 году Потоскуевское входило в Окуловский сельсовет Каменского района Шадринского округа Уральской области.

## Христорождественская церковь
Жители деревень Потоскуевой и Окуловой Пироговского прихода 11 июня 1858 года ходатайствовали перед екатеринбургским начальством о разрешении постройки каменной церкви в деревне Потоскуевой. Грамотою архиепископа Пермского Неофита от 7 июня 1860 года было разрешено заложить церковь в Потоскуевой. В этом же в 1860 году Христорождественская церковь и была заложена. Церковь — каменная, двухпрестольная. Она была освящена 12 января 1881 года в честь Рождества Христова, придел во имя равноапостольных Константина и Елены. Причт прихода состоял из одно священника и одного псалтырщика, для помещения которых имелся два церковных дома. Церковь была закрыта в 1930-е года. В здании церкви размещались хозяйственные службы.
В настоящий момент находится в разрушенном состоянии, восстановление не ведётся.

## Население
| 1926 | 2002 | 2010 | 2021 |
| ---- | ---- | ---- | ---- |
| 624  | ↘115 | ↘81  | ↘65  |

Структура
- В 1900 году численность населения в приходе (в Потоскуеве, Окуловой и Чайкиной) составляла 1918 человек: 926 мужчин и 992 женщины. Все — русские, православные, крестьяне[3].
- В 1926 году в селе было 126 дворов с населением 624 человека[4].
- По данным переписи 2002 года, все жители деревни были русскими[9].
- По данным переписи 2010 года, в деревне проживали 33 мужчины и 48 женщин[10].